# 寺本泉
寺本泉（てらもと いずみ、1944年10月3日 - ）は日本の大蔵官僚。整理回収機構副社長などを歴任。血液型はA型。

## 来歴
東京都出身（父・広作は熊本県宇土郡、母は東京府）。兄は日本銀行考査局長、東京三菱銀行常務取締役、福岡銀行代表取締役頭取などを歴任した寺本清。
東京都立日比谷高等学校から東京大学文科一類に入学。東京大学法学部卒業。東大法学部在学中に国家公務員上級甲種試験（法律）と司法試験に合格。1967年 大蔵省入省（主計局総務課）。1983年6月 横浜税関総務部長。1989年6月 銀行局検査部管理課長。1990年6月 北海道財務局長。1992年6月 理財局たばこ塩事業審議官。1994年 大臣官房審議官（大臣官房担当）。その後は整理回収機構取締役副社長。

## 略歴
- 1967年4月：大蔵省入省（主計局総務課）[5]。
- 1968年8月：仙台国税局調査査察部。
- 1969年10月：大臣官房付（外務研修）。
- 1970年4月：外務省在ニューヨーク総領事館副領事。
- 1974年7月：証券局総務課長補佐（調査・企画）[6]。
- 1976年7月：防衛庁経理局会計課。
- 1978年7月：証券局資本市場課長補佐。
- 1980年7月：北九州財務局理財部長。
- 1981年4月：福岡財務支局理財部長。
- 1982年6月：東京税関成田税関支署長。
- 1983年6月：横浜税関総務部長。
- 1984年6月：大臣官房企画官。
- 1985年6月：北海道開発庁予算課長。
- 1987年6月：理財局国庫課長。
- 1989年6月：銀行局検査部管理課長。
- 1990年6月：北海道財務局長。
- 1992年6月：理財局たばこ塩事業審議官。
- 1994年：大臣官房審議官（大臣官房担当）。